# Timothy Pickering
Timothy Pickering (Salem, 17 de julho de 1745 – Salem, 29 de janeiro de 1829) foi um político norte-americano que serviu como Senador dos Estados Unidos, membro da Câmara dos Representantes, diretor-geral dos correios e secretário de guerra durante a presidência de George Washington, e secretário de estado na administração de John Adams.
Antes de entrar na política, Pickering serviu na Milícia de Massachusetts e no Exército Continental durante a Guerra da Independência dos Estados Unidos. Ele é frequentemente lembrado por suas atitudes aglófilas, apoiando políticas pró-britânicas durante sua carreira política. Pickering mais tarde envolveu-se na Convenção de Hartford e, junto com muitos membros do Partido Federalista, foi contra a Guerra de 1812.